# 草皆五沼
草皆 五沼（くさかい ごしょう、1891年6月2日  - 1964年11月11日）は、日本の俳人、医師である。俳句結社「黛吟社」を興した。　

## 来歴
秋田県山本郡浅内村（後の能代市浅内）の小川末蔵の四男として生まれる。本名は■太（ちょうた　■はウ冠に甾丁）。後、「茂作」に改名している。
旧制・秋田県立大館中学校1年生のときに地元の俳人・山崎五風から俳句の手ほどきを受け、すぐに才能を現す。のちに秋田を代表する俳誌となる『俳星』に参加し、生涯『俳星』に所属した。
中学校4年のときに脚気を患い自宅療養し、家の近くの沼の周りを散策しながら句作を続けた。沼の数が五つあったことから、このころから号を五沼と名乗り、のちに秋田県南秋田郡馬場目村（現在の五城目町馬場目）の草皆家に養子に入ったことから、後半生は草皆五沼と名乗った。
大館中学校卒業後に東京慈恵医学専門学校に進み、1915年に医師になって1917年に養子先の五城目町で医院を開業した。
1924年に青森県弘前市の陸軍第52歩兵連隊に入隊すると、同郷の俳人で医学校の先輩であった石田三千丈が上官として隊におり、その三千丈の刺激によって五沼の俳句熱は再燃することとなった。
軍隊から戻ると、1925年には「黛吟社」をつくり、謄写版を買ってみずから鉄筆でガリ版印刷をした俳誌『黛五句集』を発行した。黛吟社には地元で師と仰いでいた北嶋南五も参加し、南五の主宰する句会「焼芋会」にも五沼が参加して、二人の交流は続けられた。
医師としての五沼は地域医療にも積極的に取り組み、飛行帽に大型のゴーグル、革ジャンパーという姿で大型バイクにまたがり、どんな山間地の集落にも入っていった。
存命中は自らの句集を作ることを承諾せず、没後の1967年になって1300句をおさめた遺作集『五沼句集』が、遺族や黛吟社の有志、俳句仲間らの手によって出版された。

## 参考資料
- 『五沼句集』（黛吟社、1967年）